# Antidesma leucopodum
Antidesma leucopodum är en emblikaväxtart som beskrevs av Friedrich Anton Wilhelm Miquel. Antidesma leucopodum ingår i släktet Antidesma och familjen emblikaväxter. Inga underarter finns listade i Catalogue of Life.